# Junior-VM i håndbold 1987 (kvinder)
Juniorverdensmesterskabet i håndbold 1987 for kvinder var det sjette junior-VM i håndbold for kvinder. Mesterskabet blev arrangeret af International Handball Federation, og slutrunden med deltagelse af 15 hold blev afviklet i Danmark i perioden 23. oktober – 1. november 1987.
Mesterskabet blev vundet af de forsvarende mestre Sovjetunionen foran Danmark og Østtyskland. Det var Sovjetunionens femte junior-VM-guld (og femte titel i træk), og holdet gik for fjerde junior-VM i træk ubesejret gennem turneringen med syv sejre i syv kampe. Dermed havde det sovjetiske hold vundet 26 kampe i træk ved junior-VM og havde en statistik på 37 sejre og 2 nederlag i junior-VM-turneringerne indtil da. I finalen vandt Sovjetunionen med 24-15 over værtslandet Danmark, som dermed opnåede holdets bedste resultat ved junior-VM indtil da. Bronzekampen endte med østtysk sejr på 27-23 over Sydkorea.

## Slutrunde

### Indledende runde
De 15 hold spillede i den indledende runde i fire grupper med tre eller fire hold. Hver gruppe spillede en enkelturnering alle-mod-alle, og de tre bedst placerede hold i hver gruppe gik videre til hovedrunden om placeringerne 1-12, mens firerne gik videre placeringsrunden om 13.- til 15.-pladsen.

#### Gruppe A
| Dato | Kamp                    | Res.  |
| ---- | ----------------------- | ----- |
| ?    | Sydkorea – Danmark      | 20–21 |
| ?    | Danmark – Vesttyskland  | 14–10 |
| ?    | Sydkorea – Vesttyskland | 28–14 |

| Hold         | Kampe        | Mål          | Point        |
| ------------ | ------------ | ------------ | ------------ |
| Danmark      | 2            | 35-30        | 4            |
| Sydkorea     | 2            | 48-35        | 2            |
| Vesttyskland | 2            | 24-42        | 0            |
| Argentina    | Meldte afbud | Meldte afbud | Meldte afbud |

#### Gruppe B
| Dato | Kamp                       | Res.  |
| ---- | -------------------------- | ----- |
| ?    | Norge – Tjekkoslovakiet    | 14–16 |
| ?    | Polen – Frankrig           | 18–20 |
| ?    | Tjekkoslovakiet – Polen    | 17–19 |
| ?    | Frankrig – Norge           | 15–16 |
| ?    | Frankrig – Tjekkoslovakiet | 16–17 |
| ?    | Polen – Norge              | 14–18 |

| Hold            | Kampe | Mål   | Point |
| --------------- | ----- | ----- | ----- |
| Norge           | 3     | 48-45 | 4     |
| Tjekkoslovakiet | 3     | 50-49 | 4     |
| Frankrig        | 3     | 51-51 | 2     |
| Polen           | 3     | 51-55 | 2     |

#### Gruppe C
| Dato | Kamp                  | Res.  |
| ---- | --------------------- | ----- |
| ?    | Kina – Japan          | 32–16 |
| ?    | Østtyskland – Sverige | 25–18 |
| ?    | Japan – Østtyskland   | 15–33 |
| ?    | Sverige – Kina        | 16–19 |
| ?    | Sverige – Japan       | 25–21 |
| ?    | Østtyskland – Kina    | 20–19 |

| Hold        | Kampe | Mål   | Point |
| ----------- | ----- | ----- | ----- |
| Østtyskland | 3     | 78-52 | 6     |
| Kina        | 3     | 70-52 | 4     |
| Sverige     | 3     | 59-65 | 2     |
| Japan       | 3     | 52-90 | 0     |

#### Gruppe D
| Dato | Kamp                        | Res.  |
| ---- | --------------------------- | ----- |
| ?    | Jugoslavien – Nigeria       | 27–16 |
| ?    | Sovjetunionen – Spanien     | 23–10 |
| ?    | Nigeria – Sovjetunionen     | 13–35 |
| ?    | Spanien – Jugoslavien       | 18–21 |
| ?    | Spanien – Nigeria           | 17–14 |
| ?    | Sovjetunionen – Jugoslavien | 28–16 |

| Hold          | Kampe | Mål   | Point |
| ------------- | ----- | ----- | ----- |
| Sovjetunionen | 3     | 89-39 | 6     |
| Jugoslavien   | 3     | 64-62 | 4     |
| Spanien       | 3     | 45-58 | 2     |
| Nigeria       | 3     | 43-79 | 0     |

### Placeringsrunde
I placeringsrunden spillede firerne fra de indledende grupper om placeringerne 13-15. De tre hold blev samlet i én gruppe, som spillede en enkeltturnering alle-mod-alle.
| Dato | Kamp            | Res.  |
| ---- | --------------- | ----- |
| ?    | Japan – Nigeria | 23–26 |
| ?    | Nigeria – Polen | 19–30 |
| ?    | Polen – Japan   | 30–23 |

| Plac. | Hold    | Kampe | Mål   | Point |
| ----- | ------- | ----- | ----- | ----- |
| 13.   | Polen   | 2     | 60-42 | 4     |
| 14.   | Nigeria | 2     | 45-53 | 2     |
| 15.   | Japan   | 2     | 46-56 | 0     |

### Hovedrunde
I hovedrunden spillede vinderne, toerne og treerne fra de indledende grupper om placeringerne 1-12. De tolv hold blev inddelt i to nye grupper, som hver spillede en enkeltturnering alle-mod-alle, bortset fra at hold fra samme indledende gruppe ikke mødtes igen – i stedet blev resultaterne af holdenes indbyrdes opgør i den indledende runde ført med over til placeringsrunden.
Vinderne af de to grupper gik videre til VM-finalen, toerne gik videre til bronzekampen, treerne til kampen om 5.-pladsen, firerne til kampen om 7.-pladsen, femmerne til kampen om 9.-pladsen, mens sekserne måtte tage til takke med at spille om 7.-pladsen.

#### Gruppe I
| Dato | Kamp                       | Res.  |
| ---- | -------------------------- | ----- |
| ?    | Sydkorea – Tjekkoslovakiet | 25–18 |
| ?    | Vesttyskland – Norge       | 13–15 |
| ?    | Danmark – Frankrig         | 17–18 |
| ?    | Tjekkoslovakiet – Danmark  | 19–23 |
| ?    | Frankrig – Vesttyskland    | 15–12 |
| ?    | Norge – Sydkorea           | 21–20 |
| ?    | Danmark – Norge            | 22–15 |
| ?    | Vesttyskland – Tjekkoslov. | 13–23 |
| ?    | Sydkorea – Frankrig        | 25–18 |

| Hold            | Kampe | Mål     | Point |
| --------------- | ----- | ------- | ----- |
| Danmark         | 5     | 97-82   | 8     |
| Sydkorea        | 5     | 118-920 | 6     |
| Tjekkoslovakiet | 5     | 93-91   | 6     |
| Norge           | 5     | 81-86   | 6     |
| Frankrig        | 5     | 82-87   | 4     |
| Vesttyskland    | 5     | 62-95   | 0     |

#### Gruppe II
| Dato | Kamp                        | Res.  |
| ---- | --------------------------- | ----- |
| ?    | Kina – Jugoslavien          | 20–20 |
| ?    | Sverige – Sovjetunionen     | 16–23 |
| ?    | Østtyskland – Spanien       | 21–17 |
| ?    | Jugoslavien – Østtyskland   | 18–22 |
| ?    | Spanien – Sverige           | 14–27 |
| ?    | Sovjetunionen – Kina        | 34–14 |
| ?    | Østtyskland – Sovjetunionen | 11–17 |
| ?    | Sverige – Jugoslavien       | 16–17 |
| ?    | Kina – Spanien              | 21–24 |

| Hold          | Kampe | Mål     | Point |
| ------------- | ----- | ------- | ----- |
| Sovjetunionen | 5     | 125-670 | 10    |
| Østtyskland   | 5     | 99-89   | 8     |
| Jugoslavien   | 5     | 092-104 | 5     |
| Kina          | 5     | 093-114 | 3     |
| Sverige       | 5     | 93-98   | 2     |
| Spanien       | 5     | 083-113 | 2     |

#### Placeringskampe og finaler
| Dato                | Kamp                        | Res.  |
| Kamp om 11.-pladsen |                             |       |
| ?                   | Spanien – Vesttyskland      | 16–15 |
| Kamp om 9.-pladsen  |                             |       |
| ?                   | Frankrig – Sevrige          | 22–17 |
| Kamp om 7.-pladsen  |                             |       |
| ?                   | Kina – Norge                | 20–16 |
| Kamp om 5.-pladsen  |                             |       |
| ?                   | Tjekkoslovakiet – Jugoslav. | 15–19 |
| Bronzekamp          |                             |       |
| ?                   | Østtyskland – Sydkorea      | 27–23 |
| Finale              |                             |       |
| ?                   | Danmark – Sovjetunionen     | 15–24 |

| Plac.  | Hold            |
| ------ | --------------- |
| Guld   | Sovjetunionen   |
| Sølv   | Danmark         |
| Bronze | Østtyskland     |
| 4.     | Sydkorea        |
| 5.     | Jugoslavien     |
| 6.     | Tjekkoslovakiet |
| 7.     | Kina            |
| 8.     | Norge           |
| 9.     | Frankrig        |
| 10.    | Sverige         |
| 11.    | Spanien         |
| 12.    | Vesttyskland    |

## Spillere
Det danske juniorlandshold bestod af:
Susanne Munk Lauritsen, Susan Olsen, Vivi Kjærsgaard, Anja Andersen, Tina Jacobsen, Gitte Madsen, Anette Juel Mikkelsen, Maybritt Benda, Pernille Hegelund, Trine Bay Nielsen, Berit Bogetoft, Merete Munch Sørensen og Lene Jepsen.